# Brito Sport Clube
Der Brito Sport Clube ist ein portugiesischer Fußballverein aus dem nordportugiesischen Brito.

## Geschichte und Hintergrund
Der 1957 gegründete Brito SC spielte lange Zeit nur im regionalen Distriktbereich, ehe die Mannschaft 2005 in die viertklassige Terceira Divisão aufstieg. Dort hielt sie sich drei Spielzeiten bis zum erneuten Abstieg. 2020 gelang der erneute Aufstieg in die nun viertklassige Campeonato de Portugal, dort wurde jedoch der Klassenerhalt verpasst. Nach dem direkten Wiederaufstieg hielt sich die Mannschaft in der Spielklasse. Daneben war der Klub mehrfach als Teilnehmer an der Taça de Portugal überregional in Erscheinung getreten.